# ホアキン・フェニックス
ホアキン・ラファエル・フェニックス（Joaquin Rafael Phoenix, 旧姓：ホアキン・ラファエル・ボトム/Joaquin Rafael Bottom, 1974年10月28日 - ）は、アメリカ合衆国の俳優。
ハリウッドきっての個性派・実力派俳優であり、アカデミー賞、ゴールデングローブ賞、カンヌ国際映画祭、ヴェネツィア国際映画祭をはじめ多くの主演男優賞を受賞している。妻は女優のルーニー・マーラ。息子の名前はリヴァー。
早世した伝説的俳優兄リヴァーや姉レイン、妹サマーと同様に子役からキャリアをスタートした。8歳の時にテレビドラマでデビュー。旧芸名リーフ・フェニックス（Leaf Phoenix）。

## 生い立ち
プエルトリコのサンフアンにて生まれる。父ジョン・リー・ボトムはカリフォルニア州フォンタナ出身 の元カトリック教徒 で、その後宗教団体「神の子供たち(Children of God)」の宣教師になっていた。ボトム家はイングランド系、ドイツ系、フランス系の祖先を持っている。母アーリン・シャロンはニューヨーク市ブロンクス出身の東欧系ユダヤ人（ハンガリー系とロシア系のハーフ）で、同じく宣教師として活動していた。
1969年、両親は結婚時に「神の子供たち」に入信し、熱心な信徒として活動した。ホアキンがプエルトリコという土地で生まれたのも同団体のコミュニティが南米に形成されていたからで、特に祖先の出自などとは関係ない。後に兄のリヴァー・フェニックスは幼少時に目撃した同団体の腐敗と異常性を告発しているが、1978年に両親も信仰心を失って団体を離脱した。一家は新しい生活の為にフェニックスという名字に改名してアメリカに戻り、まだ4歳だったホアキンは生まれ故郷から引き離されている。

### 俳優一家として
アメリカに戻った一家だったが、生活基盤を失った状態では貧困に苦しむより他になかった。両親は共働きで生活費を工面しようとしたが5人兄妹を育てるのは苦しく、兄妹も街頭に出て歌や演奏を行って金銭を恵んで貰う日々を送った。そんな折に兄妹の一人が子役を探していたスタジオの社員からエキストラとして雇われ、CMに出演する機会を得た。これを契機に兄妹はそれぞれ子役から芸能界への道を進むが、ホアキンは子役に進む兄妹達と距離を置いて父と南米を回る旅に出ていた。このような経緯もあり幼少期は流暢なスペイン語を話したと言われているが、2006年のインタビューではほとんど忘れて話せないと語っている。

## キャリア
1982年、自らも俳優の道に進む決意を固め、リーフ・フェニックス名義でデビューし、兄が出演していたテレビドラマシリーズで初演を果たしている。映画初出演は1986年の『スペースキャンプ』で、翌年には『ラスキーズ』で初主演を務めたが、1989年の『バックマン家の人々』への出演をもって子役としての活動を休止した。後のインタビューでこの時の活動休止の理由について「似たような役のオファーばかりだったから」と述べている。1991年の短編映画『Walking the Dog』以降は本名のホアキン・フェニックス名義で出演している。
1993年に兄リヴァー、姉レインとともに当時ジョニー・デップが所有していたナイトクラブを訪れたが、そこで兄が麻薬の大量服用で死亡する事件が起きる。事件現場にも居合わせていたホアキンが平静さを失って救急隊員に電話している通話記録が繰り返しテレビで放映され、マスコミの過剰な取材攻勢に嫌気が差して一時的に映画界から距離を置いた。翌年に友人の薦めで俳優に復帰し、ガス・ヴァン・サント監督の『誘う女』（1995年）やオリバー・ストーン監督の『Uターン』（1997年）などで憂鬱な雰囲気を持った青年を演じた。また『秘密の絆』（1997年）では再び主演を務めた。

### スターへ
2000年公開の『グラディエーター』で、リドリー・スコット監督から主役の宿敵であるローマ皇帝コモドゥス役に抜擢され、主演のラッセル・クロウに引けを取らない演技を見せた。同作でアカデミー賞やゴールデングローブ賞など名立たる映画賞の助演男優賞にノミネートされ、個性派俳優としての知名度を確立した。その後も『サイン』（2002年）、『ホテル・ルワンダ』（2004年）、『ヴィレッジ』（2004年）などの話題作に出演を続ける。またその間には『ブラザー・ベア』（2003年）で声優にも挑戦している。
そして『ウォーク・ザ・ライン/君につづく道』（2006年）でカントリー歌手のジョニー・キャッシュを、劇中歌も自ら担当して演じきり、ゴールデングローブ賞主演男優賞とグラミー賞を同時受賞し、二度目のアカデミー賞ノミネートを受けた。同年、映画芸術科学アカデミーからアカデミー会員に推挙された。

### 突然の歌手転向
2008年10月、ポール・ニューマンのチャリティーイベントに出席した際、俳優業を引退してミュージシャンの道を進むと発言。当初はゴールデングローブ獲得に繋がったカントリーミュージックとの関連が噂されたが、ジャンルがラップであった事から一層に世間の話題を集める事になった。
歌手転向の動機については「俳優活動は疲れた」という趣旨の発言を行った。妹のサマーの夫（当時）であったケイシー・アフレックが撮影しているドキュメンタリー映画の為の演技ではないかとする説も囁かれたが、本人は一貫して否定した。2009年3月13日に多くの噂が飛び交う中でラッパーとして最初のコンサートを開催、以前からは想像できない髭だらけの風貌で即興のラップを披露した。しかし途中で野次馬の罵声に激怒してステージをおり、観客につかみ掛かる騒動となった。
2010年9月8日、ドキュメンタリー映画の主演として監督のケイシー・アフレックとベネチア国際映画祭に出席する。映画祭でアフレックは作品の真偽について曖昧な返答を行っていたが、帰国後の9月17日にニューヨークタイムスで作品がモキュメンタリーであり、歌手転向も演出であったと語った。俳優復帰を受けてクリント・イーストウッド監督の『J・エドガー』への出演など、複数のオファーや憶測が飛び交った。

### 復帰
2011年、ポール・トーマス・アンダーソン監督の次回作『ザ・マスター』への出演を発表、翌年に公開された。新興宗教が題材の同作で戦争後遺症に苦しむ退役軍人を演じ、2012年に三大国際映画祭の一つであるヴェネツィア国際映画祭で最優秀男優賞（ヴォルピ杯）を授与された。2013年、第85回アカデミー賞とゴールデングローブ賞にノミネートされた。映画界への完全なカムバックを果たし、同年には『裏切り者』『アンダーカヴァー』『トゥー・ラバーズ』に続いて四回目となるジェームズ・グレイ監督とのタッグで制作された映画『エヴァの告白』が第66回カンヌ国際映画祭で上映された。
2013年、スパイク・ジョーンズ監督の新作『her/世界でひとつの彼女』で人工知能と恋愛する男性を演じ、同年にはポール・トーマス・アンダーソン監督がトマス・ピンチョンの小説『LAヴァイス』を原作とした映画『インヒアレント・ヴァイス』で、主人公ラリー・“ドック”・スポーテッロ役にホアキンを起用した。両作品ではそれぞれ2013年・2014年のゴールデングローブ賞主演男優賞にノミネートされた。
2017年、リン・ラムジー監督の『ビューティフル・デイ』に出演し、過去にトラウマを持つ元軍人の冷酷な殺し屋を演じた。本作の演技でカンヌ国際映画祭の男優賞を受賞した。
2018年、ガース・ディヴィス監督の『マグダラのマリア』に出演。新約聖書の福音書に登場するマグダラのマリアの伝記映画で、イエス・キリスト役を演じた。
2019年、トッド・フィリップス監督の『ジョーカー』において、タイトルロールを演じ、第77回ゴールデングローブ賞でドラマ映画部門の主演男優賞、第92回アカデミー賞でアカデミー主演男優賞を受賞した。

## エピソード
- テレビや雑誌を見ない家庭であり、兄リヴァーが世界的な若手スターであることを彼の死後初めて知ったと2019年のアンダーソン・クーパーのインタビュー[要文献特定詳細情報]で語っている。ホアキンは長い間兄について公の場でコメントすることを避け、特に死については「絶対に話したくない」としていたが、このインタビューでは事件の直後に過剰な報道体制をとるマスコミがフロリダの一家の自宅上空にヘリコプターを飛ばしたり侵入を試みるなどしたたために静かに死を悼むことすら阻害されたことや、しばらくは兄の名前を口にすることすら辛かったことを述べている。
- 2019年のトロント国際映画祭特別功労賞の受賞スピーチで、子役活動を休止していた15、16歳の時に兄のリヴァーに『レイジング・ブル』のVHSを繰り返し視聴させられ、「これがお前の進むべき道だ」と俳優に復帰するよう後押しされていたエピソードを明かし、感謝の意を示した。
- 2016年から交際していたルーニー・マーラと2019年に婚約した[17]。2020年９月には第一子となる男児が誕生し、早世した兄と同名のリヴァーと名付けられたことが報じられた。ホアキンとルーニーは2013年公開『her/世界でひとつの彼女』で初共演し、2018年公開『マグダラのマリア』、2018年公開『ドント・ウォーリー』で再会したことをきっかけに交際を開始した。
- ケイシー・アフレックは『誘う女』で共演して以来の親友であり、後に妹のサマーとケイシーが結婚したことで義兄/義弟関係となった。上記のモキュメンタリー映画をともに製作し二人揃って映画界から干される[要出典]などする仲だったが、ケイシーが女性スタッフにセクハラ容疑で訴訟を起こされたことや、サマーとケイシーが離婚して以来距離ができた[要出典]という。
- 兄同様、厳格なベジタリアン（ヴィーガン）で[18]、撮影にどうしても必要だと納得しない限り、毛皮や皮も身につけない[要出典]という。1997年のプラダの春夏コレクションの広告モデルに起用されたが、革靴だけは別人が履いて撮影された。
  - またPETA[19]、エクスティンクション・レベリオン[20]と協同するなど、環境問題などのチャリティにも積極的に関わっている。2020年1月には気候変動に関するデモに参加し、ジェーン・フォンダらとともに逮捕されている[21]。
  - アニマルライツを描いた2015年のドキュメンタリー映画『ユニティ（英語版）』にジャニュアリー・ジョーンズ、マーティン・シーン、オリヴィア・マン、ケヴィン・スペイシーらと出演している。
- 自分の出演した映画は見ないと語っている[22]。
- モキュメンタリーでの演技が話題を集めたが、元々変わり者としての部分はあったことも真実味を増す理由となった。
  - 菜食主義の一方でアルコール中毒を患っており、2005年には病院で中毒克服の治療を受けている[23]。
  - 2006年に運転中に横転事故を起こして、たまたま通りかかった映画監督のヴェルナー・ヘルツォークに助けられ[要出典]ている。この時、車からはガソリンが漏れるなどかなり危険な状態にあったが、ホアキンは車中で煙草を吸おうとした。ホアキンが動転していると思ったヴェルナーは「落ち着け (Just relax)」と叫んでライターを奪ったが、ホアキンは平然と「ええ、落ち着いてますよ (I'm fine. I am relaxed.)」と答えたという。
  - 2013年、『ザ・マスター』でアカデミー賞主演男優賞ノミネートが確実視された際、賞レースを嫌うホアキンは「アカデミー賞なんかただの出鱈目 (bullshit) だよ」と発言して話題になった[24]。
    - 賞を否定する発言にもかかわらず、映画芸術科学アカデミーは同年の主演男優賞にホアキンをノミネートした。
- 役者だけでなく、プロモーション・ビデオの監督やテレビ番組の企画編集など多様な活動をしている。
- 復帰作となった『ザ・マスター』への出演は、共演したフィリップ・シーモア・ホフマンの推薦によるもの[25]。
- 『ゲーム・オブ・スローンズ』でジョフリー・バラシオン役を演じたジャック・グリーソンは、同役を『グラディエーター』におけるコモドゥス帝に影響を受けながら演じたと述べている[26]。

## フィルモグラフィ
| 年   | 題名                                                     | 役名                             | 備考 | 吹替                                                                 |
| ---- | -------------------------------------------------------- | -------------------------------- | --- | -------------------------------------------------------------------- |
| 1984 | Backwards: The Riddle Of Dyslexia                        | ロビー・エルスワース             | 全米青年芸術祭最優秀俳優賞ノミネート テレビ映画、リーフ・フェニックス名義 | N/A                                                                  |
| 1986 | スペースキャンプ SpaceCamp                               | マックス                         | リーフ・フェニックス名義 | 田中真弓                                                             |
| 1987 | ラスキーズ Russkies                                      | ダニー                           | リーフ・フェニックス名義 | （吹き替え版なし）                                                   |
| 1989 | バックマン家の人々 Parenthood                            | ゲイリー・バックマン＝ランプキン | 全米青年芸術祭最優秀俳優賞ノミネート リーフ・フェニックス名義 | 飯泉征貴（VHS版） 柏倉つとむ（テレビ東京版）                         |
| 1995 | 誘う女 To Die For                                        | ジミー・エメット                 | | 置鮎龍太郎                                                           |
| 1997 | Uターン U Turn                                           | トビー・N・タッカー（TNT）       | クロトゥルディス映画祭助演男優賞ノミネート | 平田広明                                                             |
| 1997 | 秘密の絆 Inventing the Abbotts                           | ダグ・ホルト                     | | 藤原啓治                                                             |
| 1998 | リターン・トゥ・パラダイス Return to Paradise            | ルイス・マクブライド             | 日本劇場未公開 | 神奈延年                                                             |
| 1998 | ムーンライト・ドライブ Clay Pigeons                      | クレイ・ビッドウェル             | | 桐本琢也                                                             |
| 1999 | 8mm                                                      | マックス・カリフォルニア         | | 平田広明                                                             |
| 2000 | 裏切り者 The Yards                                       | ウィリー・グティエレス           | | 平田広明                                                             |
| 2000 | グラディエーター Gladiator                               | コモドゥス帝                     | クリティクス・チョイス・アワード助演男優賞受賞（2000年度の三作品に対して） ナショナル・ボード・オブ・レビュー助演男優賞受賞（同上） サンディエゴ映画批評家協会賞助演男優賞受賞（同上） サウスイースタン映画批評家協会助演男優賞受賞（同上） ブロックバスター・フェイバリット・ヴィラン賞受賞 アカデミー助演男優賞ノミネート ゴールデングローブ賞助演男優賞ノミネート 英国アカデミー賞助演男優賞ノミネート           | 神奈延年（ソフト版） 宮本充（テレビ朝日版）                          |
| 2000 | クイルズ Quills                                          | クルミエ神父                     | | （吹き替え版なし）                                                   |
| 2001 | 戦争のはじめかた Buffalo Soldiers                        | レイ・エルウッド                 | 英国インディペンデント映画男優賞ノミネート | 中多和宏                                                             |
| 2002 | サイン Signs                                             | メリル・ヘス                     | | 森川智之（ソフト版） 坂詰貴之（フジテレビ版） 神奈延年（機内上映版） |
| 2003 | アンビリーバブル It's All About Love                     | ジョン                           | 日本劇場未公開 | 森川智之                                                             |
| 2003 | ブラザー・ベア Brother Bear                              | キナイ                           | 声の出演 | 東山紀之                                                             |
| 2004 | ヴィレッジ The Village                                   | ルシアス・ハント                 | | 森川智之（ソフト版） 加瀬康之（日本テレビ版） TBA（機内上映版）      |
| 2004 | ホテル・ルワンダ Hotel Rwanda                            | ジャック・ダグリッシュ           | | 森川智之                                                             |
| 2004 | 炎のメモリアル Ladder 49                                 | ジャック・モリソン               | ティーン・チョイス・アワードノミネート | 森川智之                                                             |
| 2005 | ウォーク・ザ・ライン/君につづく道 Walk The Line          | ジョニー・キャッシュ             | ゴールデングローブ賞主演男優賞受賞 グラミー賞サウンドトラック映画賞受賞 ハリウッド映画祭主演男優賞受賞 アカデミー主演男優賞ノミネート 英国アカデミー賞 主演男優賞ノミネート 全米映画俳優組合賞主演男優賞ノミネート クリティクス・チョイス・ムービー・アワード 主演男優賞ノミネート | 小山力也                                                             |
| 2005 | Earthlings                                               | ナレーター                       | 声の出演 | N/A                                                                  |
| 2007 | アンダーカヴァー We Own the Night                        | ボビー・グリーン                 | ピープルズ・チョイス・アワード受賞 | 加瀬康之                                                             |
| 2007 | 帰らない日々 Reservation Road                            | イーサン・ラーナー               | | 大塚明夫                                                             |
| 2008 | トゥー・ラバーズ Two Lovers                              | レナード                         | | （吹き替え版なし）                                                   |
| 2010 | 容疑者、ホアキン・フェニックス I'm Still Here            | 本人                             | | （吹き替え版なし）                                                   |
| 2012 | ザ・マスター The Master                                  | フレディ・クィエル               | ヴェネツィア国際映画祭男優賞受賞 ロンドン映画批評家協会主演男優賞受賞 ロサンゼルス映画批評家協会主演男優賞受賞 サンフランシスコ映画批評家協会主演男優賞受賞 アカデミー主演男優賞ノミネート ゴールデングローブ賞 主演男優賞 (ドラマ部門)ノミネート クリティクス・チョイス・ムービー・アワード 主演男優賞ノミネート 英国アカデミー賞 主演男優賞ノミネート                                                             | 小山力也                                                             |
| 2013 | エヴァの告白 The Immigrant                               | ブルーノ・ウェイス               | | 松本保典                                                             |
| 2013 | her/世界でひとつの彼女 Her                               | セオドア・トゥオンブリー         | ゴールデングローブ賞 主演男優賞 (ミュージカル・コメディ部門)ノミネート | 松本保典                                                             |
| 2014 | インヒアレント・ヴァイス Inherent Vice                   | ラリー・スポーテッロ             | ゴールデングローブ賞 主演男優賞 (ミュージカル・コメディ部門)ノミネート インディペンデント・スピリット賞ロバート・アルトマン賞受賞 | 小原雅人                                                             |
| 2015 | 教授のおかしな妄想殺人 Irrational Man                    | エイブ・ルーカス                 | | 三上哲                                                               |
| 2015 | Unity                                                    | ナレーター                       | 声の出演 | N/A                                                                  |
| 2017 | ビューティフル・デイ You Were Never Really Here          | ジョー                           | カンヌ国際映画祭男優賞受賞 フロリダ映画批評家協会賞主演男優賞受賞 インディペンデント・スピリット賞主演男優賞ノミネート | 綱島郷太郎                                                           |
| 2018 | ドント・ウォーリー Don't Worry, He Won't Get Far on Foot | ジョン・キャラハン               | | （吹き替え版なし）                                                   |
| 2018 | マグダラのマリア Mary Magdalene                          | イエス・キリスト                 | | 大塚明夫                                                             |
| 2018 | ゴールデン・リバー The Sisters Brothers                  | チャーリー・シスターズ           | | （吹き替え版なし）                                                   |
| 2019 | ジョーカー Joker                                         | アーサー・フレック / ジョーカー  | アカデミー主演男優賞受賞 ゴールデングローブ賞主演男優賞受賞 英国アカデミー賞 主演男優賞受賞 全米映画俳優組合賞主演男優賞受賞 クリティクス・チョイス・ムービー・アワード 主演男優賞受賞 ニューヨーク映画批評家オンライン賞主演男優賞受賞 ロンドン映画批評家協会賞主演男優賞受賞 フェニックス映画批評家協会賞主演男優賞受賞 サンディエゴ映画批評家協会賞主演男優賞受賞 サテライト賞主演男優賞（ドラマ部門）ノミネート | 平田広明                                                             |
| 2020 | GUNDA/グンダ Gunda                                       | N/A                              | 製作総指揮 | N/A                                                                  |
| 2021 | カモン カモン C'mon C'mon                                | ジョニー                         | | （吹き替え版なし）                                                   |
| 2023 | ナポレオン Napoleon                                      | ナポレオン・ボナパルト           | Apple TV+にて配信 | 星野貴紀                                                             |
| 2024 | ボーはおそれている Beau Is Afraid                        | ボー                             | | 森川智之                                                             |
| 2024 | ジョーカー:フォリ・ア・ドゥ Joker: Folie à Deux          | アーサー・フレック / ジョーカー  | | 平田広明                                                             |
| TBA  | Polaris                                                  |                                  | ポストプロダクション |                                                                      |